# Wintersdorf (Ralingen)
Wintersdorf es una pedanía del municipio de Ralingen. Se localiza en el oeste de Alemania, dentro del estado federado de Renania Palatinado. Está situada al noroeste de Tréveris, en la región natural de Eifel a la orilla del río Sûre y en una posición fronteriza con Luxemburgo.

## Historia

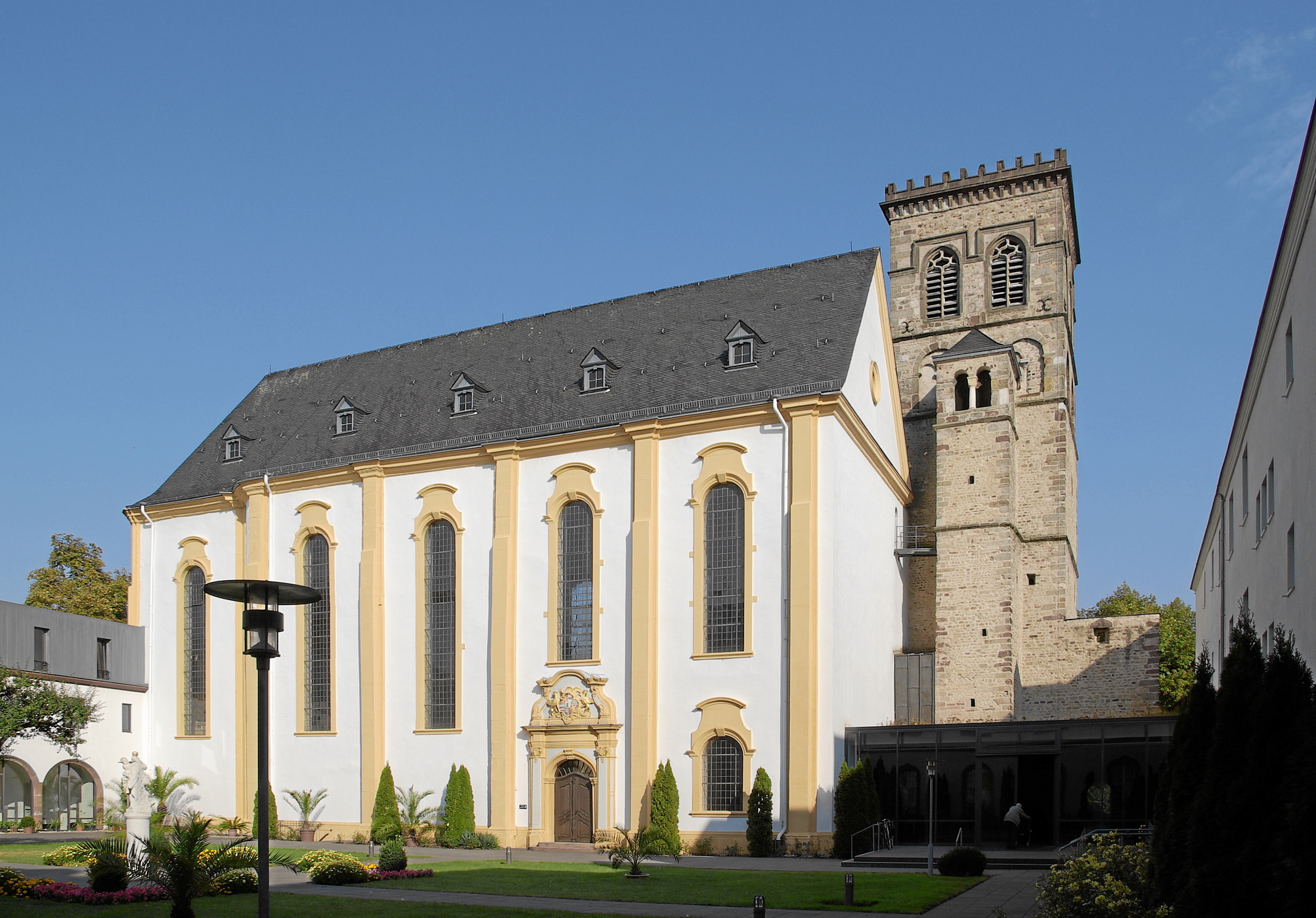
Estado actual del antiguo convento de santa Irmina en Tréveris. La primera mención escrita de Wintersdorf está en un documento de donación de la villa a esta institución religiosa femenina en el 953.

El área donde se sitúa Wintersdorf fue habitada por la tribu celta de los tréveros. Tras la conquista romana, la cercana Tréveris surgió como una de las más importantes ciudades al norte de los Alpes llegando a convertirse en residencia imperial. Cerca de la actual iglesia parroquial se encontraron restos de una villa romana y al sur del casco urbano, de pilares de un puente que permiten suponer que fue un punto para cruzar el río Sûre.
Tras la caída del Imperio Romano de Occidente, la región quedó bajo dominio franco y junto a la villa romana surgieron granjas explotadas por miembros de este pueblo.
En el año 953 se produjo la primera reseña escrita de la población —con la denominación  Winteronis villa— en un documento de donación al convento femenino de Oeren por parte de Otón I.

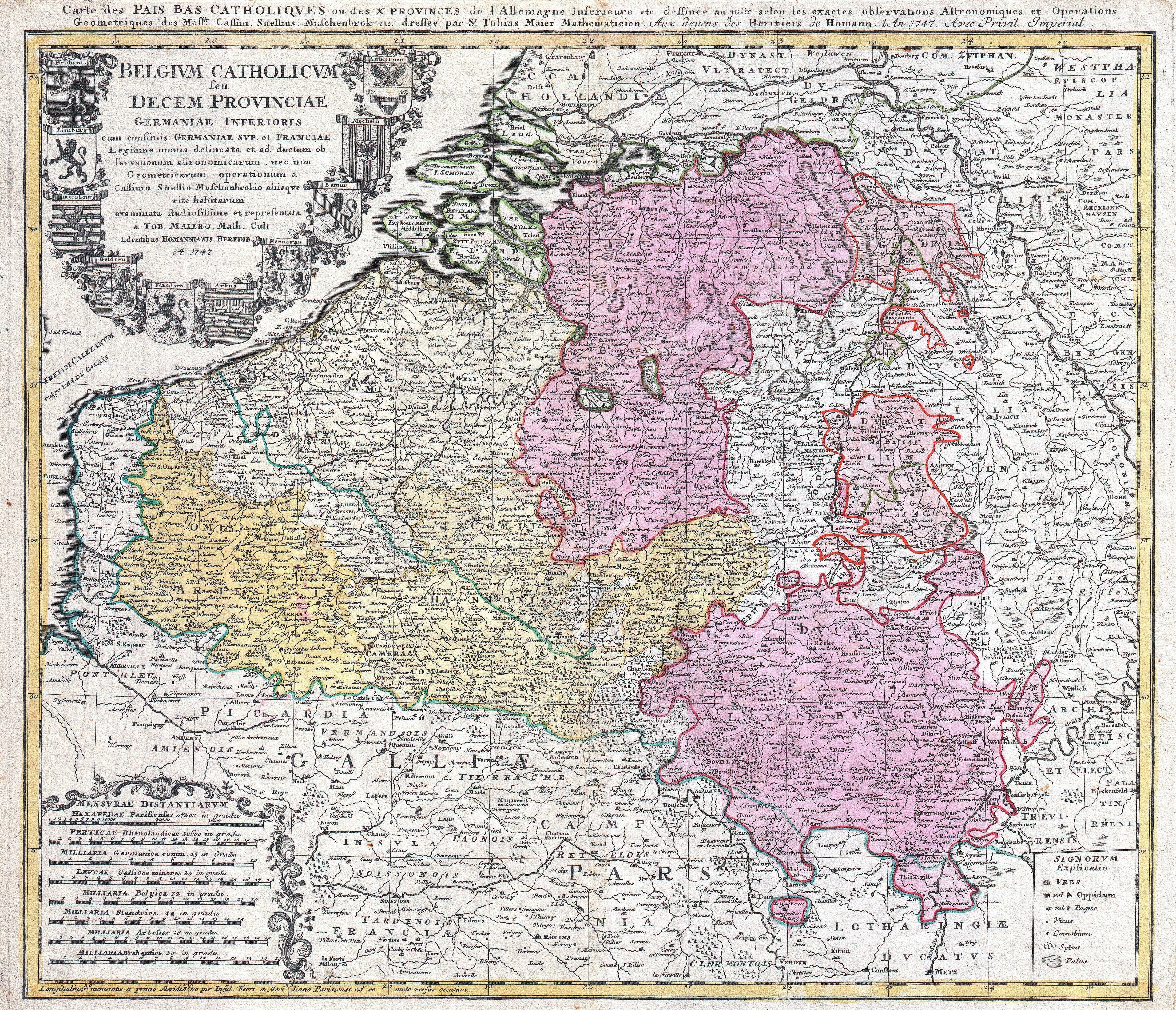
Mapa de las «diez provincias» integradas en el Imperio Español y posteriormente en los Países Bajos Austriacos. Wintersdorf quedaba dentro de este territorio.

Avanzada la Edad Media, la villa se situó en el señorío de Rosport dentro del Ducado de Luxemburgo, uno de los territorios del Sacro Imperio Romano Germánico.
Este ducado formó parte de los llamados Países Bajos Españoles integrados en el Imperio español desde Felipe II hasta que, tras la Guerra de la Sucesión, pasaron a la línea austriaca de los Habsburgo. Durante la guerra de la Primera Coalición la región fue ocupada por tropas revolucionarias francesas y anexionada a Francia en 1795. Se disolvieron entonces las instituciones religiosas y señoríos laicos. Después de la derrota final de Napoleón, el congreso de Viena acordó en 1815 que la frontera en la zona entre Luxemburgo y Prusia se fijase en el río Sûre quedando el territorio al este dentro de la Renania Prusiana. Con esto, Wintersdorf pasó a formar parte de este país y finalmente de la actual Alemania.
Durante la I Guerra Mundial, en 1915, la localidad quedó unida al sistema ferroviario con la puesta en servicio de la línea Nims-Sauertalbahn entre Bitburgo e Igel. No se dieron combates en esta área al rendirse Alemania antes de que el frente llegase a la zona. Durante la posterior contienda se construyó la línea Sigfrido cuyos restos son todavía visibles en el término municipal.

## Geografía

Situación del municipio de Ralingen dentro del distrito de Trier-Saarburg.

### Localización
El municipio de Ralingen se sitúa en el oeste de Renania-Palatinado, junto la frontera con Luxemburgo. Tiene los siguientes límites:
| Noroeste: Welschbillig | Norte: Minden, Menningen y Eisenach | Noreste: Minden      |
| Oeste: Luxemburgo      |                                     | Este: Newel          |
| Suroeste: Luxemburgo   | Sur: Langsur y Trierweiler          | Sureste: Trierweiler |

### Características del territorio

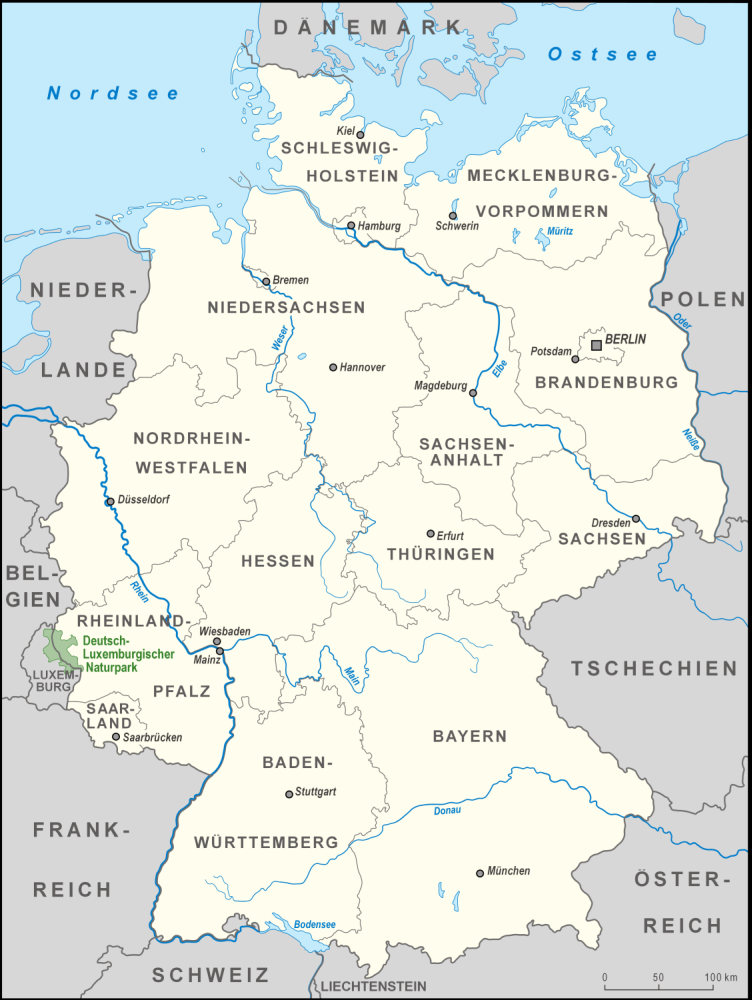
Localización del parque natural germano-luxemburgués Südeifel donde se sitúa Wintersdorf.

El territorio de Wintersdorf abarca una superficie de 477 ha. El casco urbano, en sí, ocupa unas 23 ha y se sitúa a una altitud aproximada de entre 140 y 230 m s. n. m. en ladera junto al río Sûre. El área cultivada y de pastos se compone de 280 ha (59 %) y supone la mayor parte del término. Las áreas boscosas abarcan 132 ha (28 %). Las sumergidas por el agua unas residuales 2 ha (0 %).
Su territorio se encuentra situado íntegramente en el parque natural germano-luxemburgués Südeifel, el más antiguo de Renania-Palatinado y el segundo más antiguo de toda Alemania.
La localidad está situada en la región natural de Eifel donde, debido a su altitud, rige un clima continental dentro del área de clima oceánico del noroeste de Europa. Está caracterizado por una mayor oscilación térmica anual así como nieves y heladas durante el invierno. Los valores climáticos medios de la estación meteorológica de Tréveris situada a 14 km son los siguientes:
| Parámetros climáticos promedio de la estación de Tréveris  | Parámetros climáticos promedio de la estación de Tréveris | Parámetros climáticos promedio de la estación de Tréveris | Parámetros climáticos promedio de la estación de Tréveris | Parámetros climáticos promedio de la estación de Tréveris | Parámetros climáticos promedio de la estación de Tréveris | Parámetros climáticos promedio de la estación de Tréveris | Parámetros climáticos promedio de la estación de Tréveris | Parámetros climáticos promedio de la estación de Tréveris | Parámetros climáticos promedio de la estación de Tréveris | Parámetros climáticos promedio de la estación de Tréveris | Parámetros climáticos promedio de la estación de Tréveris | Parámetros climáticos promedio de la estación de Tréveris | Parámetros climáticos promedio de la estación de Tréveris |
| Mes                                                        | Ene.                                                      | Feb.                                                      | Mar.                                                      | Abr.                                                      | May.                                                      | Jun.                                                      | Jul.                                                      | Ago.                                                      | Sep.                                                      | Oct.                                                      | Nov.                                                      | Dic.                                                      | Anual                                                     |
| ---------------------------------------------------------- | --------------------------------------------------------- | --------------------------------------------------------- | --------------------------------------------------------- | --------------------------------------------------------- | --------------------------------------------------------- | --------------------------------------------------------- | --------------------------------------------------------- | --------------------------------------------------------- | --------------------------------------------------------- | --------------------------------------------------------- | --------------------------------------------------------- | --------------------------------------------------------- | --------------------------------------------------------- |
| Temp. máx. media (°C)                                      | 3.1                                                       | 5.1                                                       | 9.1                                                       | 13.4                                                      | 18.1                                                      | 21.2                                                      | 23.3                                                      | 22.9                                                      | 19.5                                                      | 14.1                                                      | 7.4                                                       | 4                                                         | 13.4                                                      |
| Temp. mín. media (°C)                                      | −1.4                                                      | −0.9                                                      | −1.4                                                      | 4                                                         | 7.8                                                       | 10.9                                                      | 12.5                                                      | 12.3                                                      | 9.7                                                       | 6.4                                                       | 2.2                                                       | -0.4                                                      | 5.4                                                       |
| Lluvias (mm)                                               | 60                                                        | 55                                                        | 64                                                        | 53                                                        | 68                                                        | 73                                                        | 70                                                        | 71                                                        | 59                                                        | 65                                                        | 74                                                        | 74                                                        | 786                                                       |
| Días de lluvias (≥ 1.0 mm)                                 | 17                                                        | 14                                                        | 12                                                        | 13                                                        | 12                                                        | 13                                                        | 13                                                        | 13                                                        | 12                                                        | 14                                                        | 15                                                        | 15                                                        | 163                                                       |
| Fuente: Wetterkontor (valores para el periodo 1961 a 1990) |                                                           |                                                           |                                                           |                                                           |                                                           |                                                           |                                                           |                                                           |                                                           |                                                           |                                                           |                                                           |                                                           |

### Comunicaciones
Por el casco urbano de Wintersdorf pasa la carretera federal (Bundesstraße) B418 que, a lo largo de 25 km discurre junto a río Sûre entre Echternacherbrück y  Wasserbilligerbrück. Igualmente, parten dos comarcales (Kreisstraße): la K8 que la comunica con la también pedanía de Kersch y con el municipio de Aach; así como la K7 que la conecta con Udelfangen y de ahí con Trierweiler o con la carretera B51 que permite el acceso a la autopista A64 y a Tréveris
No tiene comunicación por tren y las estaciones más accesibles se sitúan en Wasserbillig (Luxemburgo) a 12 km y en Igel a 15 km.
El municipio entra dentro del ámbito del transporte público de la región de Tréveris. Una línea de autobús, la 441 que parte desde Körperich, conecta la localidad con la cabeza del municipio, Ralingen, y con Tréveris así como poblaciones intermedias. Otras líneas que pasan por la población son la 223 (que llega hasta Tréveris) y la 41/S.
Los aeropuertos más cercanos son los de Luxemburgo a unos 38 km y Fráncfort-Hahn a unos 78 km.

## Demografía

### Hábitat humano
A 31 de enero de 2017 vivían 456 individuos en la localidad. La evolución de la población para el total del municipio de Ralingen ha experimentado un leve pero constante aumento desde 1961 que la llevó desde 1703 habitantes en ese año a 2140 en 2015. En 2015, 195 nuevas personas fijaron su residencia en alguna de las localidades que forman el municipio de Ralingen mientras que 169 partieron para vivir en otros lugares. Esto supuso un saldo migratorio positivo de 26 individuos. La densidad de población en Wintersdorf se sitúa en 96 habitantes por km², inferior a la que se da en Renania-Palatinado donde viven 204 personas por km².
El casco urbano de la localidad se compone principalmente de viviendas unifamiliares (82 %) u ocupadas por dos hogares (15 %). Las edificaciones que albergan más de tres viviendas son el 3 %.

### Características sociales
| Hombres | Edad     | Mujeres |
| ------- | -------- | ------- |
| 3,40    | 75 y más | 5,22    |
| 4,19    | 65-75    | 5,02    |
| 7,04    | 55-65    | 6,84    |
| 10,04   | 45-55    | 9,11    |
| 6,79    | 35-45    | 7,88    |
| 5,02    | 25-35    | 4,73    |
| 6,40    | 15-25    | 5,02    |
| 7,24    | 0-15     | 6,06    |

En enero de 2017, de los 456 habitantes, 237 eran hombres y 219 mujeres. Un 10 % eran extranjeros, porcentaje en línea con el 10 % que se daba a nivel regional y el 9 % para el total de Alemania.
Dentro del ámbito religioso, según información de 2016 para el total del municipio de Ralingen, un 84 % de los habitantes se declaraban cristianos (79 % católicos y 5 % evangélicos) mientras que un 16 % profesaban otras religiones o no seguían ninguna. El porcentaje de cristianos era superior al total regional, que se sitúa en un 77 % (45 % católicos y 32 % evangélicos) y al nacional, donde se censaba un 59 % (30 % católicos y 29 % evangélicos).
De acuerdo al censo de 2011, las familias con hijos representaban el 38 %, menos que el total regional del 56 %. Las familias monoparentales eran el 9 %. A nivel regional, este tipo de familia suponía el 12 %.

### Asociaciones
Los habitantes de Wintersdorf cuentan con algunas asociaciones. Aparte de un cuerpo de  bomberos voluntarios y un club de fútbol, han formado una asociación juvenil; un coro para la iglesia; una banda de mandolinas así como una filarmónica fundada en 1929.

## Administración

### Estructura
Wintersdorf es una de las seis poblaciones que componen el municipio de Ralingen. Las otras cinco son la propia Ralingen, Edingen, Godendorf, Olk y Kersch. Está regida por un consejo de seis miembros dirigidos por el alcalde pedáneo. Conjuntamente tuvieron unos ingresos totales en 2014 de 2 144 000 euros y unos gastos 2 329 000 euros. Al final de ese ejercicio mantenían una deuda de 1 563 000 euros.
Junto a otros diez municipios vecinos forman la mancomunidad Verbandsgemeinde Trier-Land, con sede en Tréveris, que asume un buen número de responsabilidades tales como: funcionamiento de los centros escolares; protección antiincendios; construcción y funcionamiento de centros deportivos; abastecimiento de agua potable y ordenamiento urbanístico. Igualmente se responsabiliza de la gestión de competencias estatales como la emisión de documentos de identidad o la ordenanza en las carreteras. La mancomunidad tiene una caja propia que se nutre con las aportaciones de los municipios que la integran.
Judicialmente se encuentra dentro de los siguientes ámbitos: local o  Amtsgericht de Tréveris, el regional o Landgericht de la misma ciudad y el regional superior o Oberlandesgericht de Coblenza.

### Política
| Resultados electorales en el municipio de Ralingen (datos en %) |               |      |      |     |     |       |       |       |
| Elecciones                                                      | participación | SPD  | CDU  | AfD | FDP | Grüne | Linke | otros |
| Federales 2013                                                  | 73,1          | 21,9 | 52,6 | 3,8 | 2,5 | 9,4   | 5,5   | 4,3   |
| Europeas 2014                                                   | 55,1          | 23,2 | 45,0 | 6,8 | 1,3 | 11,2  | 3,7   | 8,8   |
| Regionales 2016                                                 | 75,4          | 38,1 | 34,9 | 8,7 | 3,8 | 6,6   | 2,0   | 5,9   |

En cuanto a simpatías políticas, estas muestran variación dependiendo del tipo de elecciones. En las elecciones federales el partido más votado fue la CDU (Unión Demócrata Cristiana) mientras que en las regionales este puesto lo ocupó el SPD (Partido Socialdemócrata de Alemania).
Para las elecciones municipales, en Renania-Palatinado rige un sistema de elección con listas abiertas por el cual los electores dan su voto a individuos particulares independientemente del partido al que pertenezcan.

## Infraestructuras

### Sanidad
En el municipio no existe farmacia. La más cercana se encuentra en Trierweiler a 7 km.
Tampoco ningún médico tiene consulta abierta en la población pero en Ralingen, cabeza del municipio, existen 6 profesionales: tres de medicina general, dos psicoterapeutas y una dentista.
En la misma localidad se sitúa un puesto de la Cruz Roja. No hay centro de salud ni hospital. Los más cercanos están en Tréveris (24 km). Para el cuidado a domicilio de ancianos y enfermos existen servicios en Tréveris

### Educación
Wintersdorf no cuenta con guardería. La más cercana se encuentran en Ralingen donde también hay una escuela de educación primaria. Para la secundaria y el bachillerato los estudiantes tienen que desplazarse a Tréveris.

### Deporte
El municipio cuenta con un equipo de fútbol local: SpVgg Wintersdorf-Kersch 1968 e.V. fundado  en 1968 que participa en las competiciones regionales. El club también tiene una sección de gimnasia femenina. También existe en la localidad un campo de bolley playa. El senderismo y el ciclismo se pueden practicar en un buen número de rutas que discurren por el término, tanto locales como de larga distancia.

### Protección
La localidad no cuenta con comisaría de policía y depende de la situada a 14 km en Tréveris.
Para el servicio de protección antiincendios, Wintersdorf cuenta con su propia agrupación de bomberos voluntarios que incluye una sección juvenil.

### Religión
En el ámbito religioso, respecto a la confesión católica, la localidad cuenta con la iglesia parroquial de Santiago el Mayor. La parroquia está integrada en la comunidad de Trierweiler. 
Para la confesión evangélica, se integra en la «Iglesia Evangélica de Renania» dentro de su distrito de Ehrang. No dispone de templo propio y dependen de la comunidad de Trierweiler.

## Economía

### Actividades
En el total del municipio de Ralingen existen 24 explotaciones agropecuarias que explotan una media de 62 ha cada una. La cabaña ganadera se compone de 8 cabezas de equinos y 674 de bovinos, entre lo que hay 297 vacas lecheras.
Dentro del sector secundario, en Wintersdorf funciona una empresa de reforma de fachadas; una ebanistería y carpintería así como una destilería.
En el sector terciario hay un varios establecimientos de hostelería de los cuales se informa en el apartado de infraestructura turística.

### Trabajo
| Lugar de trabajo de los habitantes del municipio de Wintersdorf (2011) | Personas | %     |
| ---------------------------------------------------------------------- | -------- | ----- |
| Habitantes que trabajan en la misma localidad                          | 83       | 51 %  |
| Habitantes que trabajan otras localidades                              | 77       | 47 %  |
| Habitantes en situación de desempleo                                   | 4        | 4 %   |
| Total población activa                                                 | 164      | 100 % |
|                                                                        |          |       |
| Ocupación de los puestos de trabajo en Wintersdorf (2011)              | Puestos  | %     |
| Puestos ocupados por personas que viven en la localidad                | 83       | 91 %  |
| Puestos ocupados por personas que viven en otras localidades           | 8        | 9 %   |
| Total puestos de trabajo                                               | 91       | 100 % |

Habitualmente, 8 personas vienen a trabajar diariamente al pueblo mientras 77 parten de la población para ejercer sus actividades en otros lugares.
La población activa de Wintersdorf la componen 164 personas de las que un 51 % desarrollan su trabajo fuera de la localidad. Los puestos de trabajo, por su parte, son 91 de los que un 9 % son ocupados por personas que viven en otras localidades y acuden diariamente a la localidad para trabajar.

### Nivel económico
La población en el total del municipio tiene un nivel económico inferior en comparación con el resto del país. Los ingresos medios anuales de los habitantes obligados a pagar impuestos son de 26 751 euros, un 24 % inferiores a la media de Alemania que se sitúa en 31 500 euros. La tasa media de impuestos que pagan es del 14,7 % mientras que la media nacional se sitúa en el 17,4 %.

## Turismo

### Elementos destacados

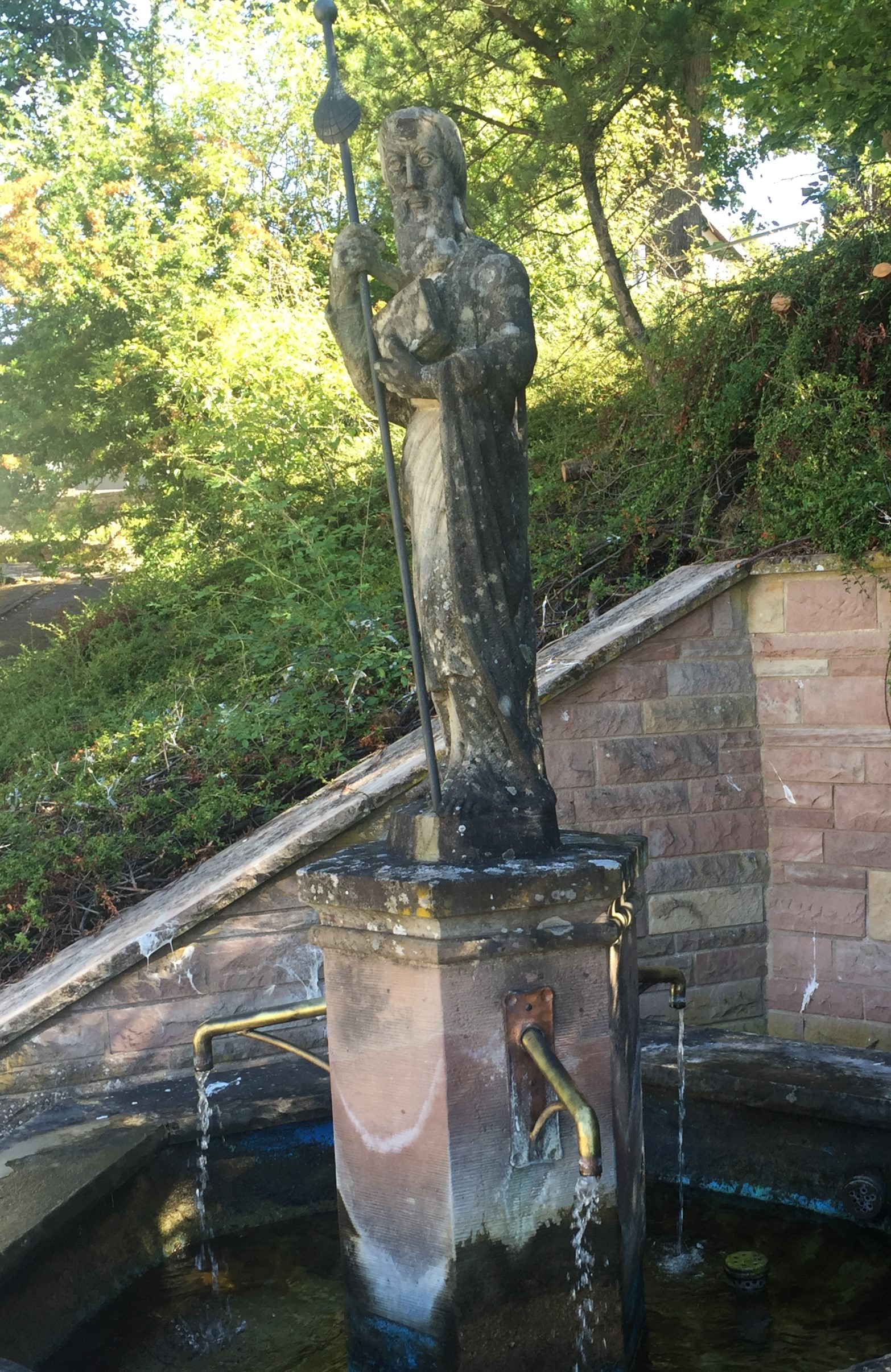
Fuente jacobea, catalogada como Denkmal (bien cultural). Da salida al agua de un antiguo manantial sagrado celta sobre el que se sitúa la actual iglesia.

El municipio de Wintersdorf cuenta con ocho edificios, instalaciones o elementos calificados como bien cultural o Denkmal por la «Dirección General de Herencia Cultural de Renania-Palatinado»:
a) Dentro del casco urbano:
Jakobsstrasse: Iglesia de Santiago el Mayor reformada en estilo neo-románico en 1903 y con la torre datada en 1100; fuente de agua con la imagen del apóstol instalada en 1913. La iglesia está construida donde existía un antiguo manantial sagrado celta. Las humedades causadas por él provocaron que tuviese que ser reconstruida en 1903. Se instaló entonces la citada fuente para dar salida al agua y que esta no afectase a la construcción.
Im Sauertal: capilla mariana junto al camino erigida en 1897 y granja construida a finales del siglo XVIII.
Kirschweg: cruz con altar de estilo clasicista datada en 1840.
Lindenstrasse: casa parroquial de 1800, reformada en 1908.
b) Fuera del casco urbano:
Cruz del camino con columna junto a la carretera K8 erigida en 1861
Cruz del camino con columna junto a la carretera K7 datada en 1866
Aparte de estos, tiene también otros elementos destacados: tres antiguas canteras; la antigua estación de ferrocarril; una cruz del camino al norte de la senda Auf Hoch; varias instalaciones de la línea Sigfrido.

### Atracciones

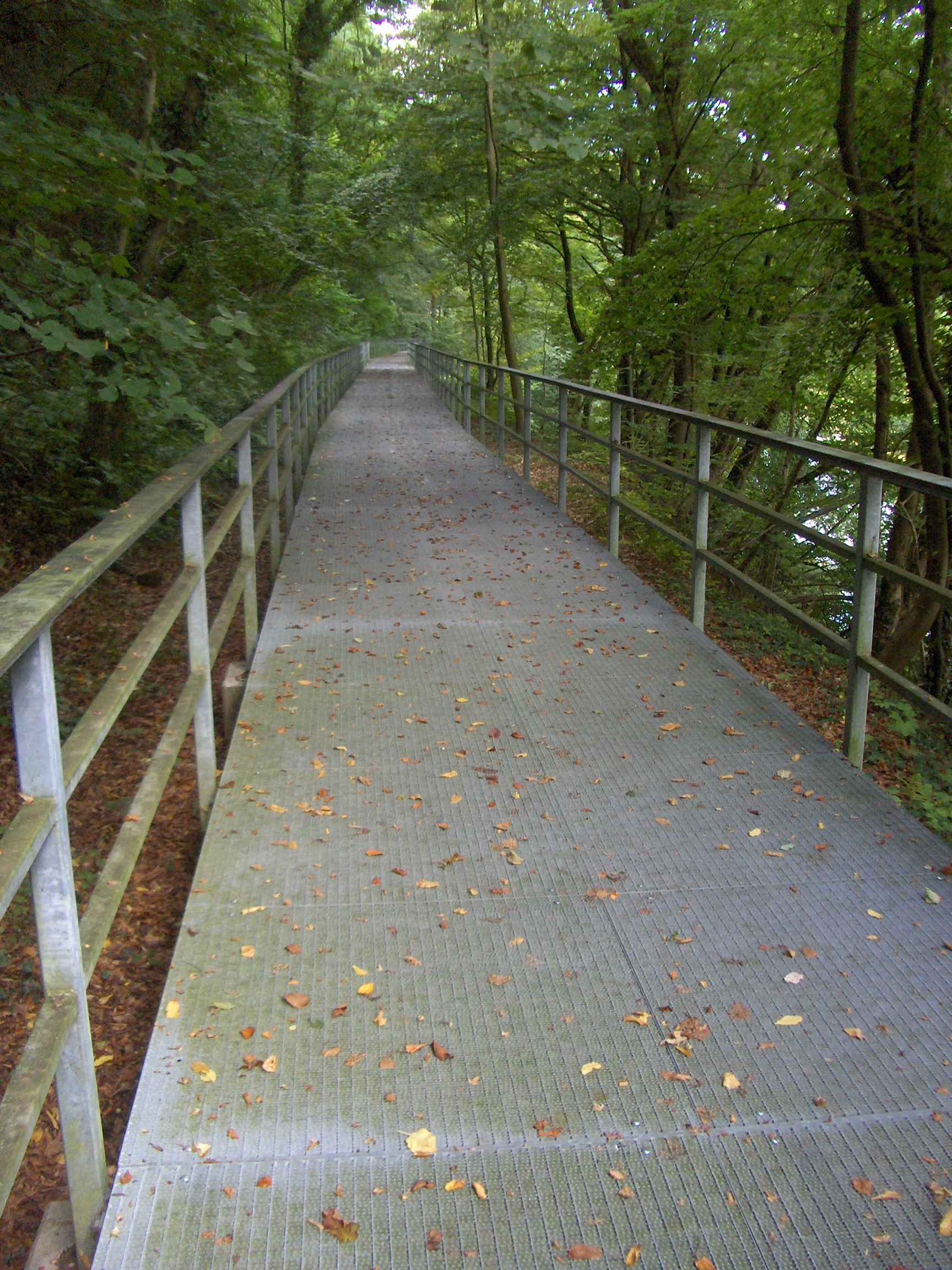
Tramo de la ruta ciclista Sauertalradweg junto a Wintersdorf.

La oferta turística de la localidad está bastante centrada en su entorno natural. No en vano se sitúa dentro del parque natural Südeifel.  Varios itinerarios de largo recorrido atraviesan el municipio. En senderismo: las rutas jacobeas Bonn-Tréveris-Schengen,  Echternach-Perl y Mettendorf-Konz así como el camino de Matías (Matthiasweg) de Aquisgrán a Tréveris. En ciclismo: el Sauertal-Radweg de Wasserbilligerbrück a Ettelbrück o el giro por Renania-Palatinado.

### Infraestructura
En el municipio existe como alojamiento turístico una pastelería con habitaciones de hospedaje y un campamento. También hay varios restaurantes.

## Otra bibliografía utilizada en el artículo
1. Bevölkerung und Haushalte (2011).  Statistischer Landesamt Rheiland-Pfalz, ed. Zensus 2011. Bevölkerung und Haushalte: Gemeinde Ralingen (PDF) (en alemán). Consultado el 1 de febrero de 2017.

- Datos: Q18029776
- Multimedia: Wintersdorf (Ralingen) / Q18029776